# Mateixa
La mateixa o copeo o "ball de pagès" o "ball de per llarg", és un dels balls tradicionals més antics de l'illa de Mallorca, en compàs de 6/8, que es balla per parelles o "colles" i que -segons algunes teories- té els seus orígens en la “courante” francesa, i que data de començaments del segle xvi, en la qual les parelles s'esquivaven en un moviment de ziga-zaga. Els moviments típics són laterals: punt simple+punt simple+punt doble o rossegueta. De manera que els moviments laterals són molt llargs.L'agrupació Aires de Muntanya de Selva conserva moltes mateixes polides, amb acompanyament musical i lletres que són gloses mallorquines. A la part de llevant de l'illa tenen una estructura de minué, és a dir damunt una Z imaginària dibuixada en terra, es fan els desplaçaments del punt llis: punt simple+punt doble o rossegueta i, per tant, els moviments laterals són més curts. Es ballen molt a ballades populars de la part de Manacor i el llevant de Mallorca, però són amb acompanyament musical més senzill a base de cantar gloses acompanyades de guitarra i guitarró.
Molt probablement és l'únic ball propi de Mallorca, ja que no apareix en repertoris de ball de territoris propers com ara la península ibèrica o resta d'illes de la mediterrània occidental
Consta de dues parts diferenciades clarament, la primera i única, anomenada "mateixa", d'on pren el nom més habitual i la segona part anomenada "copeo, o copeos" (Amb el mot "copeo" és com també s'anomena al ball complet en alguns indrets).
Es ballen al pla tradicionalment amb l'acompanyament de música instrumentals formades per xeremies, flabiol i tamborí, encara que al llevant hi apareixen la guitarra, el guitarró, el triangle i les castanyoles. Els copeos es ballen a continuació d'aquesta, i en són el seu complement.
Les mateixes presenten aquesta estructura: després d'una introducció instrumental, apareixen les cobles per a una veu i acompanyament instrumental, de quatre versos de set síl·labes amb distintes repeticions.

## Punts d'aquesta:[4]
- Punt de començament (un seguit)

- Rossegueta (entremig opcional només després de la mateixa i abans del copeo)
- Mateixa llisa:
  - Amb una passada
  - Amb dues passades
  - Amb tres passades
  - Amb passada per la dreta i per l'esquerra

- Mitja lluna:
  - Per darrera
  - Per davant
  - Per davant i per darrere amb vilafranquera
  - Amb un enrevolt

- Vilafranquera:
  - Normal o simple
  - Amb una passada
  - Amb dues passades
  - Amb tres passades
  - Sempre passant
  - Amb la volta de les nines

- La trobada o les nines:
  - Per un vent
  - Pels dos vents
  - Amb vilafranquera

- Dues picades i passada
- Mateixa felanitxera
- La llarga
- La curta
- Les bagues
- Els vuits
- Un enrevolt
- Dos enrevolts

*I a més totes les combinacions o mudances possibles.

## Punts de copeo:[4]
- Rossegueta (un seguit)

- Copeos de Manacor:
  - Normal
  - Per dos vents
  - Per davant i per darrere
  - Per darrere i per davant
  - Per darrere i per darrere
  - Per davant i per darrere amb volta
  - Tres coces cap endarrere
  - Tres coces per darrere
  - Tres coces cap endavant
- Tres punts i un llarg
- Tres punts i un llarg amb enrevolt
- Les bagues
- Els vuits
- Copeo de Sant Llorenç (Dues passades i un enrevolt)
- Un enrevolt
- Dos enrevolts

*I a més totes les combinacions o mudances possibles.